# Prad am Stilfser Joch
Prad am Stilfser Joch (wł. Prato allo Stelvio) – miejscowość i gmina we Włoszech, w regionie Trydent-Górna Adyga, w prowincji Bolzano.
Liczba mieszkańców gminy wynosiła 3370 (dane z roku 2009). Język niemiecki jest językiem ojczystym dla 96,93%, włoski dla 2,9%, a ladyński dla 0,17% mieszkańców (2001).

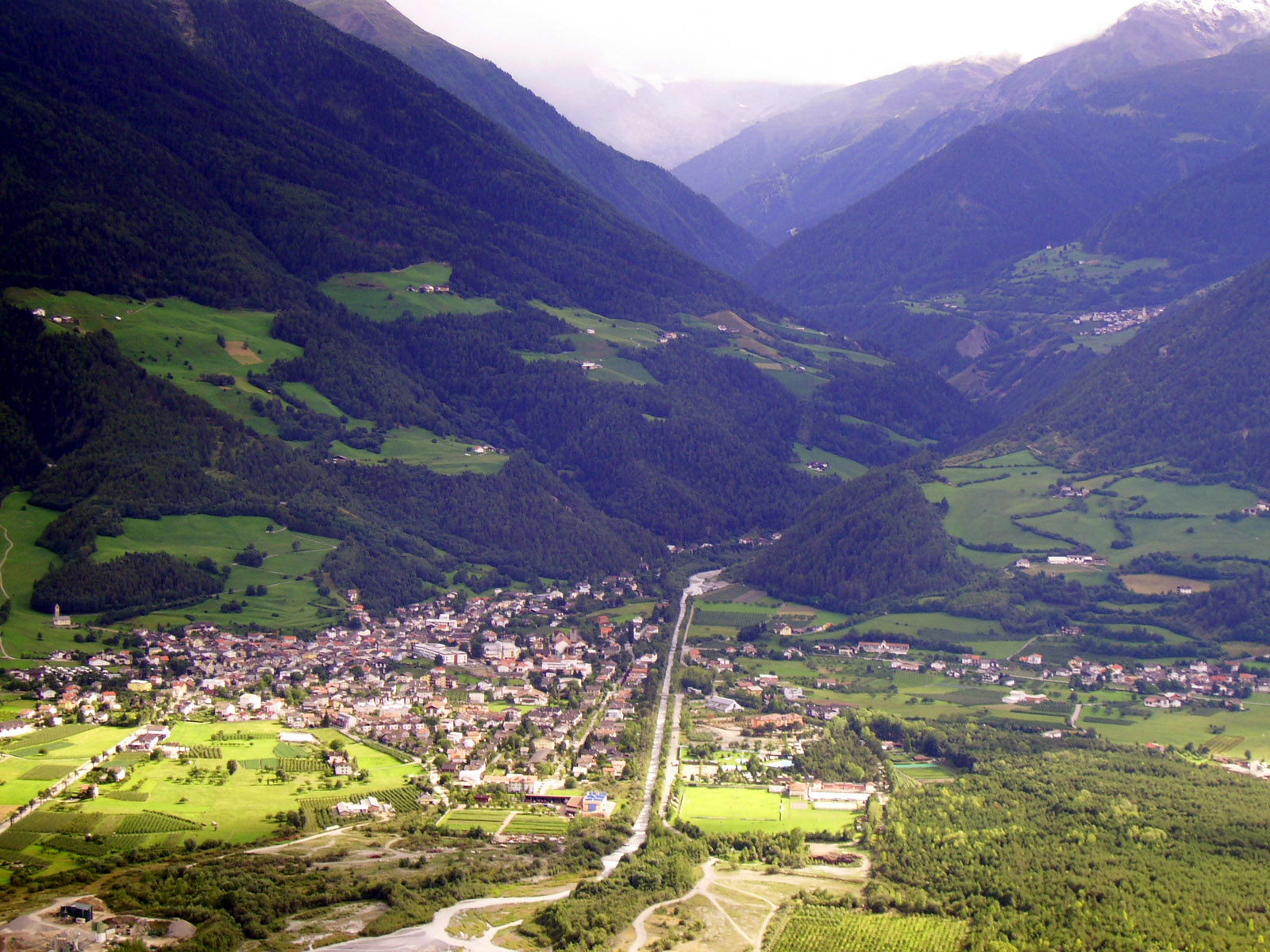
Prato allo Stelvio/Prad am Stilfser Joch
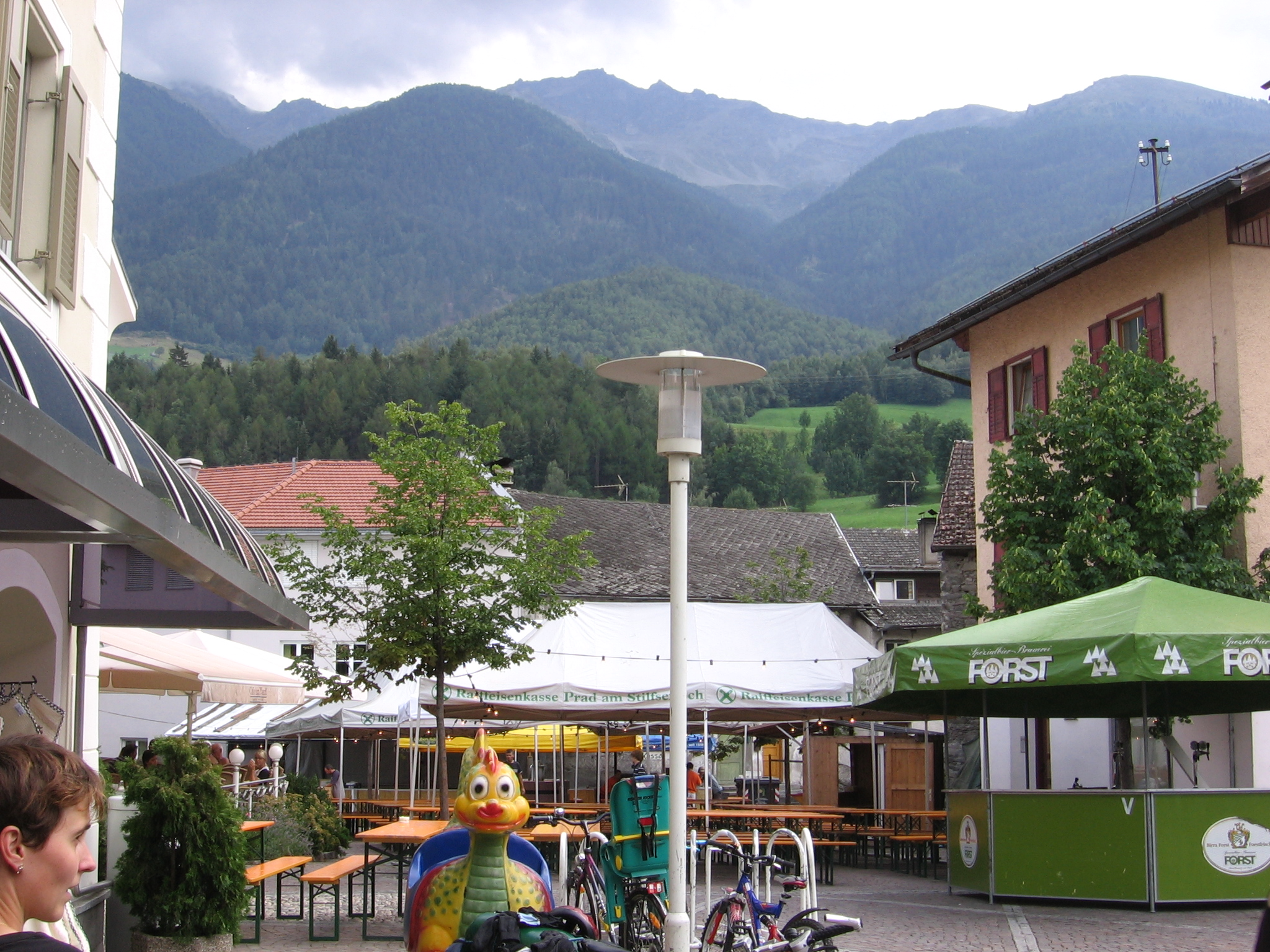
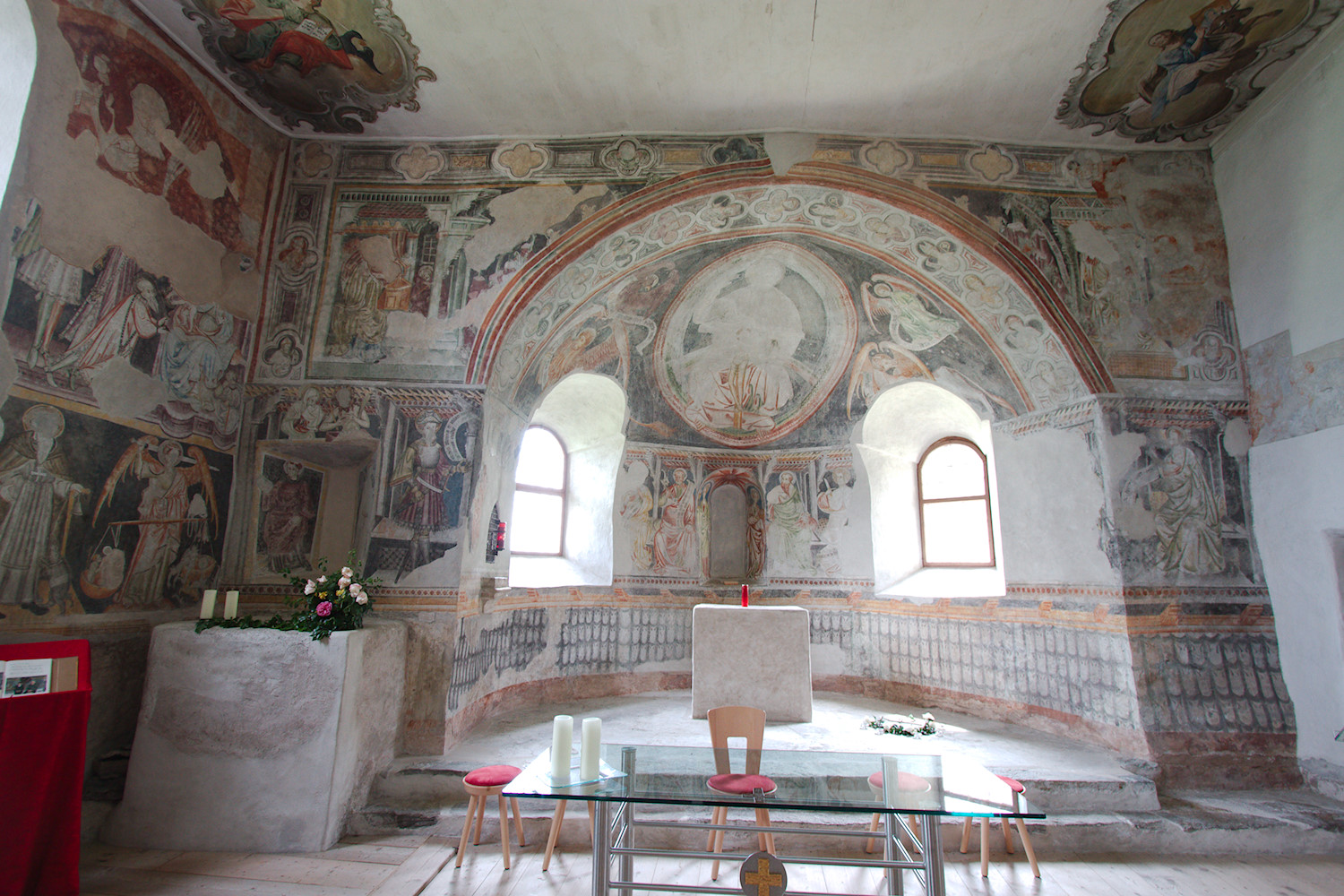
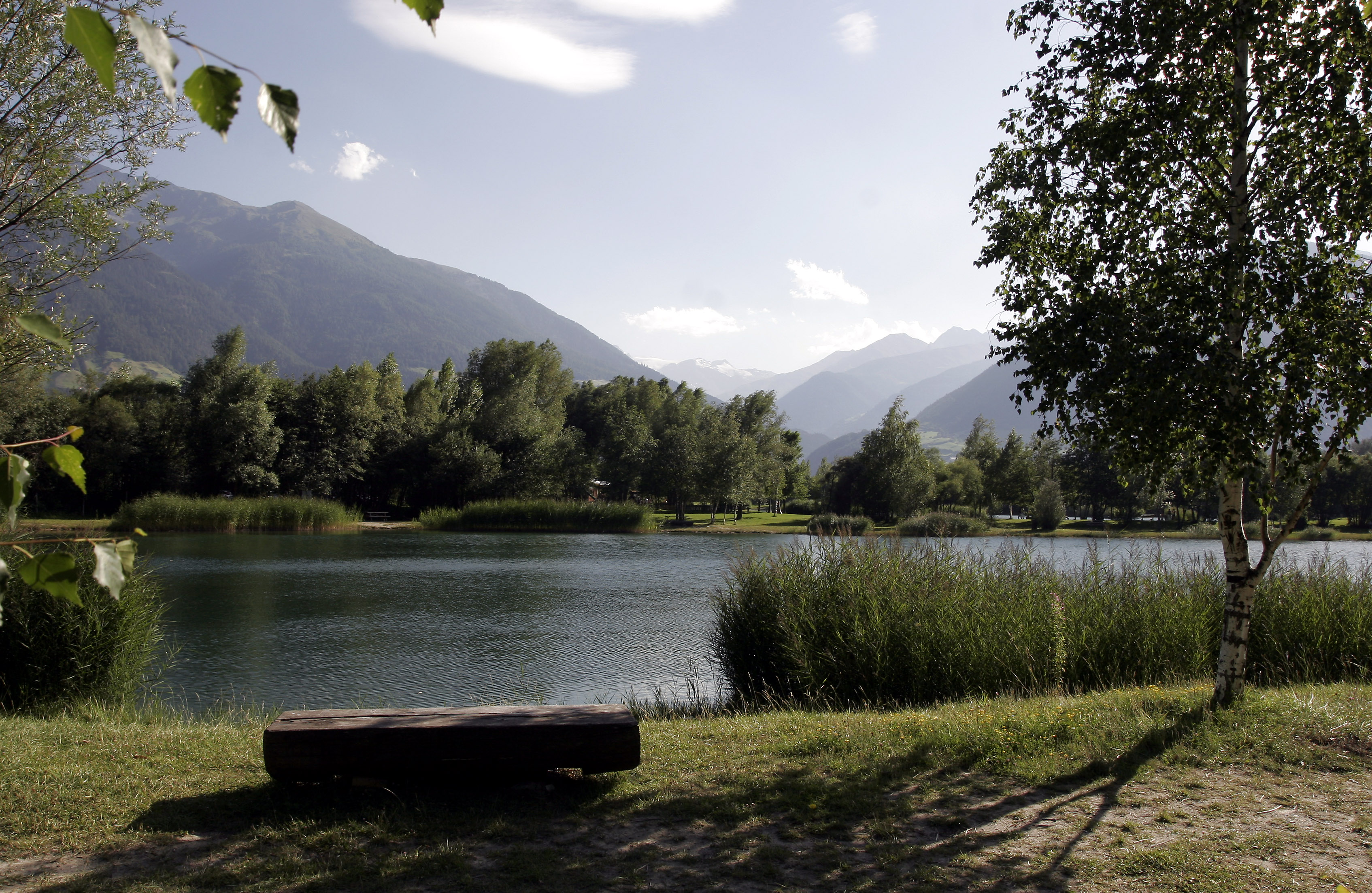